# Alexander Fesca
Pour les articles homonymes, voir Fesca.
 (mai 2019).
Si vous disposez d'ouvrages ou d'articles de référence ou si vous connaissez des sites web de qualité traitant du thème abordé ici, merci de compléter l'article en donnant les références utiles à sa vérifiabilité et en les liant à la section « Notes et références ».
Alexander Ernst Fesca (né le 22 mai 1820 à Karlsruhe - mort le 22 février 1849 à Brunswick) est un pianiste et compositeur badois.

## Biographie
Alexander Fesca était le deuxième des quatre fils du compositeur Friedrich Ernst Fesca (1789-1826) et de son épouse Charlotte (née Dingelstedt, fille du corniste Johann Heinrich Dingelstedt).
Fesca a reçu ses premières leçons de son père et a fait ses débuts à l'âge de 11 ans comme pianiste dans sa ville natale. À l'âge de 14 ans, il est diplômé en composition à l'Académie des arts de Berlin. Parmi ses professeurs figurent August Wilhelm Bach (1796-1869), Wilhelm Taubert (1811-1891) et Carl Friedrich Rungenhagen (1778-1851).
En 1838, il retourne à Karlsruhe. Il obtient la même année son premier succès avec l'opérette Mariette. Fesca est surtout connu, durant sa courte vie, par ses chansons et pièces pour piano, auxquelles des musicographes reprochent un manque de sérieux et de profondeur[réf. souhaitée].
En 1841, son opéra Die Franzosen in Spanien est représenté avec grand succès. La même année, le prince Egon von Furstenberg le nomme à la Kammervirtuosen. De 1842, il s'installe à Brunswick. Dans le théâtre de la cour locale, le 25 juillet 1847, on crée son œuvre majeure, en cinq actes, un opéra héroïque et romantique, Il Trovatore, sur un livret de Friedrich Schmetzer.
Le 22 février 1849, Alexander Ernst Fesca meurt à 28 ans d'une maladie pulmonaire à Brunswick.

## Œuvres principales
Adagio
- Espérance (op. 24)

Fantaisies
- Fantasie sur Don Giovanni de Wolfgang Amadeus Mozart (op. 43)
- Fantasie sur Der Freischütz de Carl Maria von Weber (op. 50)
- Le dernier soupir (op. 58)

Sextuor avec piano
- Sextuor avec piano en si majeur (op. 8)

Trios avec piano
- Trio avec piano no 1 (op. 11)
- Trio avec piano no 2 (op. 12)
- Trio avec piano no 3 (op. 23)
- Trio avec piano no 4 (op. 31)
- Trio avec piano no 5 (op. 46)
- Trio avec piano no 6 (op. 54)

Quatuors avec piano
- Quatuor avec piano no 1 (op. 26)
- Quatuor avec piano no 2 (op. 28)

Opéras
- Die Franzosen in Spanien (Karlsruhe 1841)
- Der Troubadour ( Brunswick 1847)
- Ulrich von Hutten (inachevé)

Opérette
- Mariette (Karlsruhe 1838)

Rondo
- Introduction et grand rondeau (op. 3)

Septuors
- Grand septuor no 1 (op. 26), dédié au prince de Furstenberg, en quatre mouvements : Allegro con spirituo (ut mineur) ; Andante con moto (mib majeur) ; scherzo (ut mineur) et trio (mib majeur) ; finale, allegro con fuoco (Ut mineur)[1].
- Grand septuor no 2 (op. 28)

Quatuor à cordes
- Quatuor à corde en do mineur

Lieder
- Cinq Lieder d'Heinrich Schütz pour ténor (op. 13)